# Tranches de vie (bande dessinée)
Tranches de vie est une série de bande dessinée de Gérard Lauzier, présentant une satire caricaturale de la société parisienne. Cette série paraît dans Pilote à partir de 1974. Elle est publiée en cinq albums chez Dargaud de 1975 à 1986.

## Historique
Gérard Lauzier fait paraitre Tranches de vie dans Pilote à partir de 1974. Cette série lui apporte la notoriété.
Ces « tranches de vie » sont une galerie de portraits satiriques des personnalités-types de la société parisienne, dans les salons du XVIe arrondissement, les grandes entreprises, les boîtes de nuit à la mode.
Henri Filippini juge que le tableau dressé par Lauzier est vif et cinglant, sans concession, avec un humour lucide et grinçant. Il estime aussi que les dialogues sonnent juste.
Les Tranches de vie sont publiées en albums par Dargaud de 1975 à 1986.
La série est adaptée au cinéma en 1984, avec Tranches de vie de François Leterrier, sur les scénarios de Gérard Lauzier.

## Publication
La pré-publication a lieu dans Pilote. Les albums sont édités par Dargaud. Il y en a cinq volumes, suivis d'une intégrale :
1. Tranches de vie, tome 1, 1975, 58 planches  (ISBN 2-205-00918-4) ;
2. Tranches de vie, tome 2, 1976, 53 planches  (ISBN 2-205-00987-7) ;
3. Tranches de vie, tome 3, 1977, 60 planches  (ISBN 2-205-01123-5) ;
4. Tranches de vie, tome 4, 1978, 61 planches  (ISBN 2-205-01239-8)[3] ;
5. Tranches de vie, tome 5, 1986, 56 planches  (ISBN 2-205-03403-0).

- Intégrale Tranches de vie, 2014, 288 planches  (ISBN 978-2-205-07312-6).

## Récompenses
- Prix Adamson 1981 du Meilleur auteur international à Gérard Lauzier pour son œuvre, notamment Tranches de vie.